# Sydenham Edwards

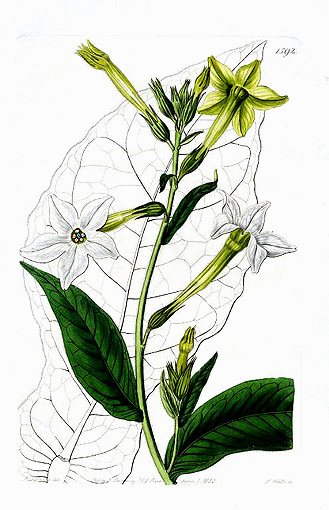
Nicotiana persica Lindl.

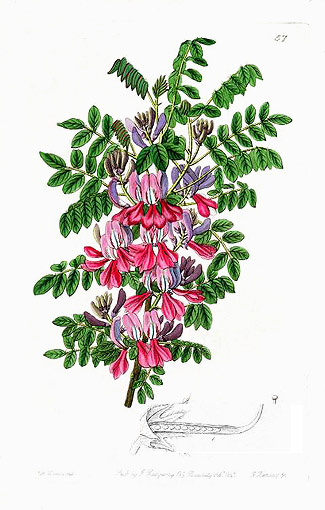
Indigofera dosua Buch.-Ham. ex D.Don

Sydenham Teast Edwards (1768 – 1819) fue un ilustrador botánico, de historia natural, galés.
Aborigen de Brynbuga, Usk, en Gales, hijo de Lloyd Pittell Edwards, maestro de escuela y organista, y su esposa, Mary Reese, quienes se habían casado el 26 de septiembre de 1765 en la Iglesia Llantilio Crossenny, y donde Sydenham fue bautizado en 1768. Mary Reese era la hija del Rev. William Reece, el curade Llantilio Crossenny, y que se había casado con Ann Mackafee. Su hijo, Richard Reece fue un eminente médico y escribió un número de obras de medicina. De joven, Edwards tenía un precoz talento para el dibujo y con solo once años ya había copiado planchas de la Flora Londinensis para su propio goce. Mr. Denman, al visitar Abergavenny en 1779 y ve algunos de los trabajos de Edwards. Denman, siendo amigo de William Curtis, impresor de obras botánicas, y fundador del Curtis's Botanical Magazine, habló con Curtis acerca del joven. Curtis procedió a entrenar a Edwards tanto en botánica como en la ilustración botánica.
Las ilustraciones de Edwards pasaron a ser muy populares; floreciendo en un período de expediciones de recolección llenas de aventuras a desconocidos rincones de la tierra. Esas expediciones aumentaron la imaginación del público, y el deseo de nuevas plantas e ilustraciones parecía no tener fin. En ese contexto Edwards produjo placas a un ritmo prodigioso: de 1787 a 1815 realizó más de 1.700 acuarelas para Botanical Magazine solo. Ilustró Cynographica Britannica de 1800 (un compendio enciclopédico de mejoramiento de perros en Bretaña), New Botanic Garden 1805-7, New Flora Britannica 1812, y The Botanical Register 1815-19. Edwards estableció el último bajo su propia editorial en 1815 después de un desacuerdo con John Sims, que sucedió a Curtis como editor. También proveyó de dibujos para enciclopedias como Pantologia y Rees's Cyclopaedia. Realizó una serie de ilustraciones de loros, entre 1810 y 1812, que fueron adquiridos por Edward Smith-Stanley, 13er Earl de Derby. Edwardsfue miembro de la Sociedad Linneana de Londres.
El trabajo de Edwards fue inspiración de decoraciones de cerámica hecha por un número de alfareros muy importantes de la época, como Spode.
Fue sepultado en Chelsea Old Church (All Saints), de Londres.
Existe confusión sobre el deletreo de su segundo nombre. Fue bautizado "Sydenham Edwards", pero hacia los 1790s adoptó el nombre del medio: 'Teak' que se aprecian en firmas de sus dibujos. En su certificado de defunción figura 'Teaste', así como en su lápida, en la Iglesia Chelsea Old Church, y era 'Teast'. Esa lápida fue destruida por los bombardeos en la Segunda Guerra Mundial, pero fue sustituida.
- La abreviatura «Edwards» se emplea para indicar a Sydenham Edwards como autoridad en la descripción y clasificación científica de los vegetales.[1]

## Galería

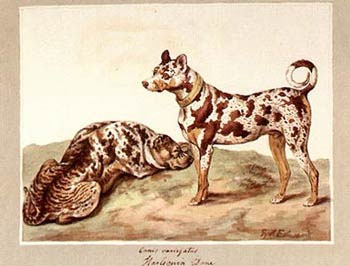
Canis variegatus
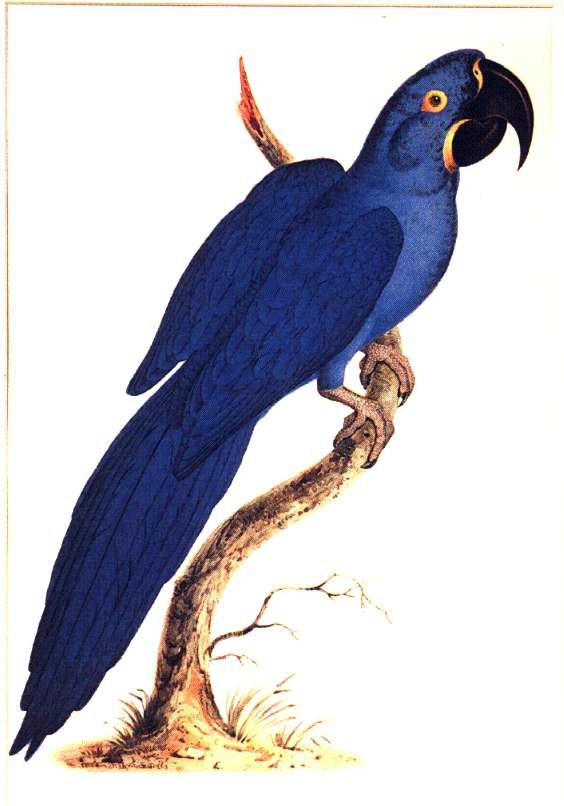
Anodorhynchus hyacinthinus
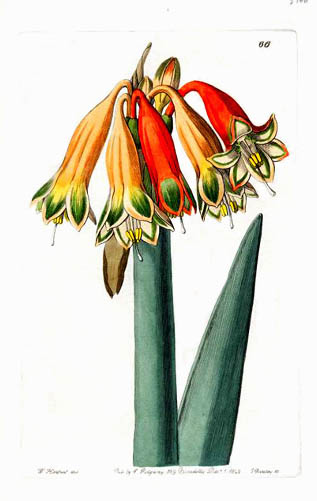
Coburgia versicolor Herb.

- Datos: Q1118055
- Multimedia: Sydenham Edwards / Q1118055
- Especies: Sydenham Teast Edwards